# Seznam valut
Seznam valut po državah.
| Država                                                | Valuta                             | Simbol/Kratica             | Manjši del                  | ISO 4217                   | Šifra valute               |
| ----------------------------------------------------- | ---------------------------------- | -------------------------- | --------------------------- | -------------------------- | -------------------------- |
| Afganistan                                            | afganistanski afgan                | Af                         | 100 pulsov                  | AFN                        | 971                        |
| Albanija                                              | albanski lek                       | L                          | 100 kvintarjev              | ALL                        | 008                        |
| Alžirija                                              | alžirski dinar                     | DA                         | 100 centimov                | DZD                        | 012                        |
| Ameriška Samoa                                        | glej ameriški dolar                | glej ameriški dolar        | glej ameriški dolar         | glej ameriški dolar        | glej ameriški dolar        |
| Andora                                                | glej evro                          | glej evro                  | glej evro                   | glej evro                  | glej evro                  |
| Angola                                                | angolska kwanza                    | Kz                         | 100 lwei                    | AOA                        | 024                        |
| Antigva in Barbuda                                    | glej vzhodnokaribski dolar         | glej vzhodnokaribski dolar | glej vzhodnokaribski dolar  | glej vzhodnokaribski dolar | glej vzhodnokaribski dolar |
| Angvila                                               | glej vzhodnokaribski dolar         | glej vzhodnokaribski dolar | glej vzhodnokaribski dolar  | glej vzhodnokaribski dolar | glej vzhodnokaribski dolar |
| Argentina                                             | argentinski peso                   | $                          | 100 centavov                | ARS                        | 032                        |
| Armenija                                              | armenski dram                      | /                          | 100 lum                     | AMD                        | 051                        |
| Aruba                                                 | arubski gulden                     | Afl.                       | 100 centov                  | AWG                        | 533                        |
| Avstralija                                            | avstralski dolar                   | A$                         | 100 centov                  | AUD                        | 036                        |
| Avstrija                                              | glej evro                          | glej evro                  | glej evro                   | glej evro                  | glej evro                  |
| Azerbajdžan                                           | azerbajdžanski manat               | /                          | 100 gopik                   | AZN                        | 944                        |
| Bahami                                                | bahamski dolar                     | B$                         | 100 centov                  | BSD                        | 044                        |
| Bahrajn                                               | bahrajnski dinar                   | BD                         | 1000 fil                    | BHD                        | 048                        |
| Bangladeš                                             | bangladeška taka                   | Tk                         | 100 paisov                  | BDT                        | 050                        |
| Barbados                                              | barbadoški dolar                   | Bds$                       | 100 centov                  | BBD                        | 052                        |
| Belgija                                               | glej evro                          | glej evro                  | glej evro                   | glej evro                  | glej evro                  |
| Belize                                                | belizejski dolar                   | BZ$                        | 100 centov                  | BZD                        | 084                        |
| Belorusija                                            | beloruski rubelj                   | BR                         | /                           | BYR                        | 112                        |
| Benin                                                 | glej CFA frank                     | glej CFA frank             | glej CFA frank              | glej CFA frank             | glej CFA frank             |
| Bermudi                                               | bermudski dolar                    | Bd$                        | 100 centov                  | BMD                        | 060                        |
| Bocvana                                               | bocvanska pula                     | P                          | 100 teb                     | BWP                        | 072                        |
| Bolgarija                                             | bolgarski lev                      | Lv                         | 100 stotinkov               | BGN                        | 975                        |
| Bolivija                                              | bolivijski boliviano               | Bol                        | 100 centavov                | BOB                        | 068                        |
| Bosna in Hercegovina                                  | konvertibilna marka                |                            | 100 feningov                | BAM                        | 977                        |
| Brazilija                                             | brazilski real                     | R$                         | 100 centatov                | BRL                        | 986                        |
| Brunej                                                | brunejski dolar                    |                            | 100 senov                   | BND                        | 096                        |
| Burkina Faso                                          | glej CFA frank                     | glej CFA frank             | glej CFA frank              | glej CFA frank             | glej CFA frank             |
| Burundi                                               | burundski frank                    |                            | 100 centimov                | BIF                        | 108                        |
| Butan                                                 | butanski ngultrum                  |                            | 100 četrumov                | BTN                        | 064                        |
| Centralnoafriška republika                            | glej CFA frank                     | glej CFA frank             | glej CFA frank              | glej CFA frank             | glej CFA frank             |
| Ciper                                                 | glej evro                          | glej evro                  | glej evro                   | glej evro                  | glej evro                  |
| Čad                                                   | glej CFA frank                     | glej CFA frank             | glej CFA frank              | glej CFA frank             | glej CFA frank             |
| Češka                                                 | češka krona                        | Kč                         | 100 halerov                 | CZK                        | 203                        |
| Čile                                                  | čilenski peso                      | Ch$                        | 100 centavov                | CLP                        | 152                        |
| Danska                                                | danska krona                       | Dkr                        | 100 ørev                    | DKK                        | 208                        |
| Dominika                                              | glej vzhodnokaribski dolar         | glej vzhodnokaribski dolar | glej vzhodnokaribski dolar  | glej vzhodnokaribski dolar | glej vzhodnokaribski dolar |
| Dominikanska republika                                | dominikanski peso                  | RD$                        | 100 centavov                | DOP                        | 214                        |
| Džibuti                                               | džibuški frank                     | DJF                        | neznano                     | neznano                    |                            |
| Egipt                                                 | egiptovski funt                    | £E                         | 100 piastrov                | EGP                        | 818                        |
| Ekvador                                               | glej ameriški dolar                | glej ameriški dolar        | glej ameriški dolar         | glej ameriški dolar        | glej ameriški dolar        |
| Ekvatorialna Gvineja                                  | glej CFA frank                     | glej CFA frank             | glej CFA frank              | glej CFA frank             | glej CFA frank             |
| Eritreja                                              | eritrejska nakfa                   | Nfa                        | 100 centov                  | ERN                        | 232                        |
| Estonija                                              | glej evro                          | glej evro                  | glej evro                   | glej evro                  | glej evro                  |
| Etiopija                                              | etiopski bir                       | Br                         | 100 centov                  | ETB                        | 230                        |
| Fidži                                                 | fidžijski dolar                    | F$                         | 100 centov                  | FJD                        | 242                        |
| Filipini                                              | filipinski peso                    | P                          | 100 centavov                | PHP                        | 608                        |
| Finska                                                | glej evro                          | glej evro                  | glej evro                   | glej evro                  | glej evro                  |
| Francija                                              | glej evro                          | glej evro                  | glej evro                   | glej evro                  | glej evro                  |
| Gabon                                                 | glej CFA frank                     | glej CFA frank             | glej CFA frank              | glej CFA frank             | glej CFA frank             |
| Gambija                                               | gambiški dalasi                    | D                          | 100 bututov                 | GMD                        | 270                        |
| Gana                                                  | ganski cedi                        | ¢                          | 100 psevasov                | GHC                        | 288                        |
| Grčija                                                | glej evro                          | glej evro                  | glej evro                   | glej evro                  | glej evro                  |
| Grenada                                               | glej vzhodnokaribski dolar         | glej vzhodnokaribski dolar | glej vzhodnokaribski dolar  | glej vzhodnokaribski dolar | glej vzhodnokaribski dolar |
| Gruzija                                               | gruzijski lari                     | neznano                    | 100 tetrov                  | GEL                        | 981                        |
| Gvajana                                               | gvajanski dolar                    | G$                         | 100 centov                  | GYD                        | 328                        |
| Gvatemala                                             | gvatemalški quetzal                | Q                          | 100 centavov                | GTQ                        | 320                        |
| Gvineja                                               | gvinejski sajli                    | FG                         | 100 centimov                | GNS                        | 324                        |
| Gvineja Bissau                                        | glej CFA frank                     | glej CFA frank             | glej CFA frank              | glej CFA frank             | glej CFA frank             |
| Hrvaška                                               | glej evro                          | glej evro                  | glej evro                   | glej evro                  | glej evro                  |
| Irska                                                 | glej evro                          | glej evro                  | glej evro                   | glej evro                  | glej evro                  |
| Italija                                               | glej evro                          | glej evro                  | glej evro                   | glej evro                  | glej evro                  |
| Kamerun                                               | glej CFA frank                     | glej CFA frank             | glej CFA frank              | glej CFA frank             | glej CFA frank             |
| Kazahstan                                             | kazahstanski tenge                 | ₸                          | 100 tijinov                 | KZT                        | 398                        |
| Ljudska republika Kitajska                            | kitajski juan                      | 元                         | 10 điao (角) = 100 fen (分) | CNY                        |                            |
| Kongo                                                 | glej CFA frank                     | glej CFA frank             | glej CFA frank              | glej CFA frank             | glej CFA frank             |
| Libanon                                               | libanonski funt                    | LL                         | 100 piastrov                | LBP                        | 422                        |
| Luksemburg                                            | glej evro                          | glej evro                  | glej evro                   | glej evro                  | glej evro                  |
| Malta                                                 | glej evro                          | glej evro                  | glej evro                   | glej evro                  | glej evro                  |
| Madžarska                                             | madžarski forint                   | Ft                         | 100 fillérjev               | HUF                        | 348                        |
| Monserat                                              | glej vzhodnokaribski dolar         | glej vzhodnokaribski dolar | glej vzhodnokaribski dolar  | glej vzhodnokaribski dolar | glej vzhodnokaribski dolar |
| Mjanmar                                               | mjanmarski kjat                    | kyat                       | 100 pyas                    | MMK                        | 4217                       |
| Nemčija                                               | glej evro                          | glej evro                  | glej evro                   | glej evro                  | glej evro                  |
| Niger                                                 | glej CFA frank                     | glej CFA frank             | glej CFA frank              | glej CFA frank             | glej CFA frank             |
| Nizozemska                                            | glej evro                          | glej evro                  | glej evro                   | glej evro                  | glej evro                  |
| Portugalska                                           | glej evro                          | glej evro                  | glej evro                   | glej evro                  | glej evro                  |
| Saint Kitts in Nevis                                  | glej vzhodnokaribski dolar         | glej vzhodnokaribski dolar | glej vzhodnokaribski dolar  | glej vzhodnokaribski dolar | glej vzhodnokaribski dolar |
| Saint Lucia                                           | glej vzhodnokaribski dolar         | glej vzhodnokaribski dolar | glej vzhodnokaribski dolar  | glej vzhodnokaribski dolar | glej vzhodnokaribski dolar |
| Saint Vincent in Grenadine                            | glej vzhodnokaribski dolar         | glej vzhodnokaribski dolar | glej vzhodnokaribski dolar  | glej vzhodnokaribski dolar | glej vzhodnokaribski dolar |
| Senegal                                               | glej CFA frank                     | glej CFA frank             | glej CFA frank              | glej CFA frank             | glej CFA frank             |
| Sirija                                                | sirski funt                        | S£                         | 100 piastrov                | SYP                        | 760                        |
| Slonokoščena obala                                    | glej CFA frank                     | glej CFA frank             | glej CFA frank              | glej CFA frank             | glej CFA frank             |
| Slovaška                                              | glej evro                          | glej evro                  | glej evro                   | glej evro                  | glej evro                  |
| Slovenija                                             | glej evro                          | glej evro                  | glej evro                   | glej evro                  | glej evro                  |
| Španija                                               | glej evro                          | glej evro                  | glej evro                   | glej evro                  | glej evro                  |
| Šrilanka                                              | šrilanška rupija                   | SLRs                       | 100 centov                  | LKR                        | 144                        |
| Švedska                                               | švedska krona                      | kr ali Sk                  | 100 örenov                  | SEK                        | 752                        |
| Švica                                                 | švicarski frank                    | SwF                        | 100 centimov                | CHF                        | 756                        |
| Tadžikistan                                           | tadžikistanski somoni              |                            | 100 diramov                 | TJS                        | 762                        |
| Tajska                                                | tajski baht                        | Bht                        | 100 stangov                 | THB                        | 764                        |
| Tajvan                                                | novi tajvanski dolar               | NT$                        | 100 centov                  | TWD                        | 901                        |
| Tanzanija                                             | tanzanijski šiling                 | TSh                        | 100 centov                  | TZS                        | 834                        |
| Vzhodni Timor                                         | glej ameriški dolar                | glej ameriški dolar        | glej ameriški dolar         | glej ameriški dolar        | glej ameriški dolar        |
| Togo                                                  | glej CFAF                          | glej CFAF                  | glej CFAF                   | glej CFAF                  | glej CFAF                  |
| Tonga                                                 | tonški Pa'anga                     | PT                         | 100 senitov                 | TOP                        | 776                        |
| Trinidad in Tobago                                    | trinidadski dolar                  | TT$                        | 100 centov                  | TTD                        | 780                        |
| Tunizija                                              | tunizijski dinar                   | TD                         | 100 milimov                 | TND                        | 788                        |
| Turčija                                               | turška lira                        | TL                         | 100 kurov                   | TRL                        | 792                        |
| Turkmenistan                                          | turkmenski manat                   |                            | 100 tengov                  | TMM                        | 795                        |
| Tuvalu                                                | glej avstralski dolar              | glej avstralski dolar      | glej avstralski dolar       | glej avstralski dolar      | glej avstralski dolar      |
| Uganda                                                | ugandski šiling                    |                            |                             | UGX                        | 800                        |
| Ukrajina                                              | ukrajinska hrivnija                |                            |                             | UAH                        | 980                        |
| Urugvaj                                               | urugvajski peso                    |                            |                             | UYU                        | 858                        |
| Uzbekistan                                            | uzbekistanski sum                  |                            |                             | UZS                        | 860                        |
| Vanuatu                                               | vatu                               |                            |                             | VUV                        | 548                        |
| Venezuela                                             | bolivar                            |                            |                             | VEB                        | 862                        |
| Vietnam                                               | dong                               |                            |                             | VND                        | 704                        |
| Zahodna Sahara                                        | glej Maroški dirham                | glej Maroški dirham        | glej Maroški dirham         | glej Maroški dirham        | glej Maroški dirham        |
| Zambija                                               | zambijska kvača                    |                            |                             | ZMK                        | 894                        |
| Združeni arabski emirati                              | dirham Združenih arabskih emiratov |                            |                             | AED                        | 784                        |
| Združene države Amerike                               | ameriški dolar                     | US$                        | 100 centov                  | USD                        |                            |
| Združeno kraljestvo Velike Britanije in Severne Irske | britanski funt                     | £                          | 100 penijev                 | GBP                        |                            |
| Zimbabve                                              | zimbabvejski dolar                 |                            |                             | ZWD                        | 716                        |
| Wallis in Futuna                                      | glej CFP frank                     | glej CFP frank             | glej CFP frank              | glej CFP frank             | glej CFP frank             |